# Old Parish Church (Prestwick)

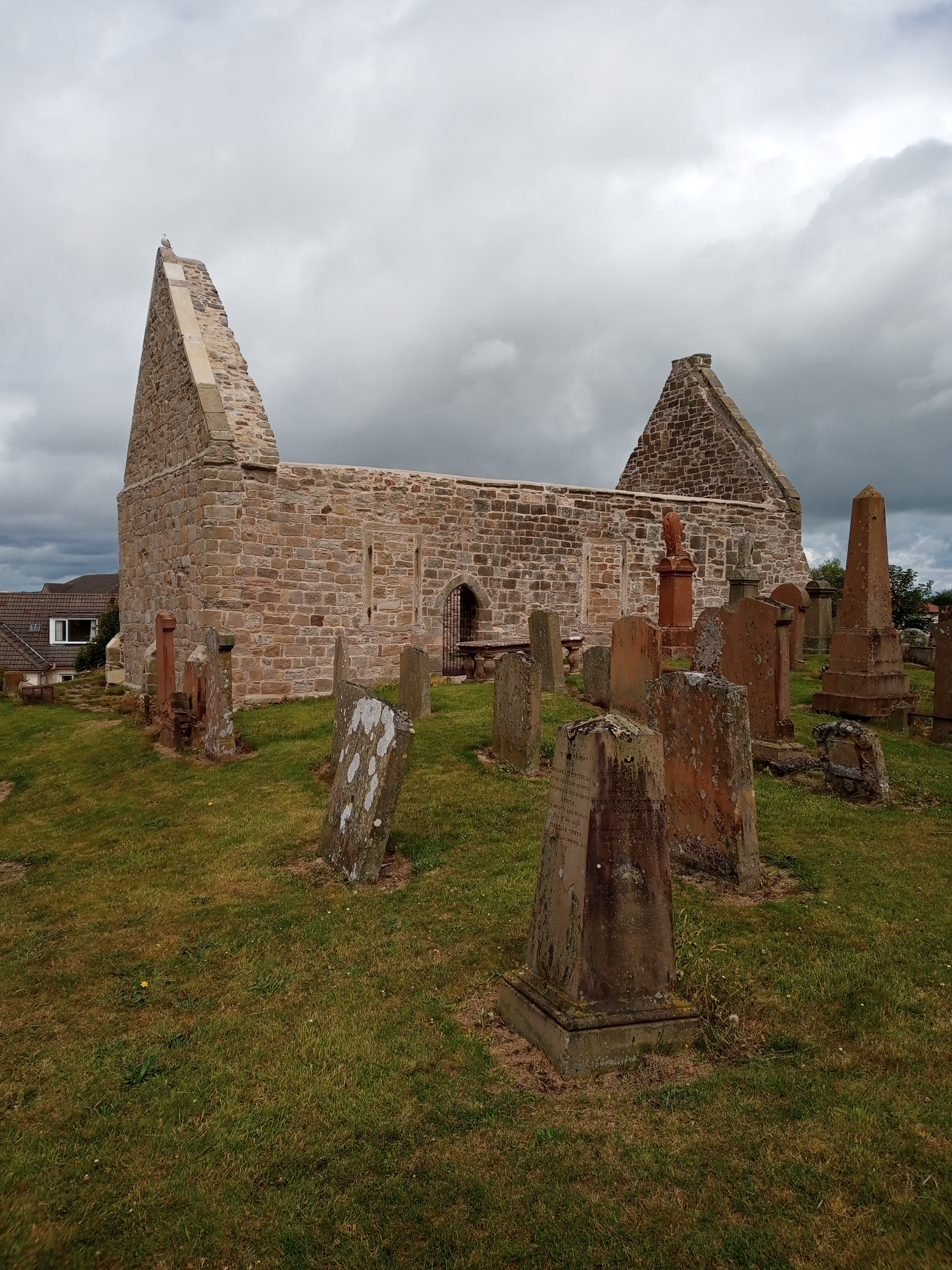
Old Parish Church

Die Old Parish Church ist eine Kirchenruine in der schottischen Stadt Prestwick in der Council Area South Ayrshire. Die Kirchenruine ist als Scheduled Monument klassifiziert, der umgebende Friedhof ist hingegen in den schottischen Denkmallisten als Kategorie-B-Bauwerk gelistet.

## Geschichte
Walter FitzAlan, der erste High Steward of Scotland, unterstellte die Ländereien zwischen 1165 und 1172 der Abtei Paisley. Die ältesten Fragmente der heutigen Kirchenruine stammen wahrscheinlich aus dem 13. Jahrhundert. Im späten 16. Jahrhundert wurde das Kirchengebäude dem Parish Monkton zugeordnet und diente bis 1779 als dessen Pfarrkirche. Eine Renovierung wurde wahrscheinlich im 17. Jahrhundert vorgenommen. Im darauffolgenden Jahrhundert wurden zwei Fenster ergänzt. Im Jahre 1837 wurde das Mauerwerk stabilisiert, um einen Einsturz zu verhindern.

## Beschreibung
Die Kirchenruine liegt auf einer leichten Anhöhe inmitten des zugehörigen Friedhofs am Nordrand von Prestwick. Das aus Bruchstein bestehende, etwa einen Meter mächtige Mauerwerk bildet ein längliches Gebäude, dass eine Innenfläche von 13,15 m × 6,05 m einfasst. Die schlicht gestaltete Kirche mit rechteckigen Fenstern schloss einst mit einem Satteldach ab, das heute jedoch nicht mehr erhalten ist. Erwähnenswert sind die Strebepfeiler an der östlichen Giebelseite sowie zwei profilierte Kapitelle. Traufseitig sind gegenüberliegende spitzbögige Portale eingelassen. Auf einem Giebel saß einst ein kleiner Dachreiter mit Geläut auf.